# Albe (onderkleed)

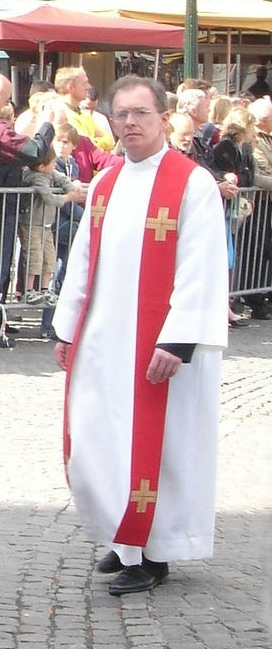
Witte albe met rode stola.

Een kinderengel zit op de rand van Jezus’ graftombe. Het engeltje is gekleed in een albe, het traditionele ondergewaad van katholieke geestelijken. Collectie Museum Catharijneconvent

De albe is het witte onderkleed dat een katholieke priester of diaken draagt onder zijn andere gewaden, namelijk de cingel, de stola en de kazuifel of de dalmatiek (bij de diaken).
De misdienaars en acolieten dragen van oudsher de toog met daarover de superplie, tegenwoordig ook wel een albe.
Albe komt van het Latijnse albus, wit. De oorsprong van dit gewaad is dan ook te vinden bij de witte kleding die dopelingen in de Kerk droegen ten teken van hun nieuw verworven zuiverheid. Er wordt nog weleens gesproken over een "witte albe". Dit is dubbelop: een albe is altijd wit. De albe is nog steeds de standaardkleding voor iedereen (zowel de gewijde als de leek) die een rol in de liturgie vervult. 
Albes zijn vaak versierd met kant, haakwerk, of kleurig borduursel aan de zomen. In Vlaanderen worden ze nog weleens geplisseerd.